# Murayama Satoshi
Murayama Satoshi (村山　聖 (Thôn Sơn Thánh) , 15 tháng 6, 1969 (Chiêu Hòa thứ 44) - 8 tháng 8, 1998 (Bình Thành thứ 10)) là một kỳ thủ shogi chuyên nghiệp được truy phong cấp độ Cửu đẳng người Nhật Bản.
Ông có số hiệu kỳ thủ là 180, và là môn hạ của Mori Nobuo Thất đẳng. Là một trong các kỳ thủ thuộc "Thế hệ Habu", kỳ thủ tài năng mà đoản mệnh này vẫn được nhắc đến như một tấm gương nghị lực chống chọi với bệnh tật để cố gắng vươn tới đỉnh cao của giới shogi chuyên nghiệp.
Murayama sinh ra tại thị trấn Fuchū, quận Aki, tỉnh Hiroshima. Ông có nhóm máu AB.

## Tiểu sử

### Thời thơ ấu
Murayama là con trai thứ trong gia đình có ba anh chị em. Năm 5 tuổi, cậu bé Murayama được chẩn đoán mắc hội chứng thận hư. Ban đầu cậu nhập học tại Trường Tiểu học công lập Thị trấn Fuchū, nhưng do bệnh tình chuyển biến xấu, cậu đã phải học tại học xá nội viện của Bệnh viện Thành phố Hiroshima, và sau đó là tại Trường Điều dưỡng quốc gia Hara - Tỉnh Hiroshima (gần Bệnh viện Điều dưỡng quốc gia Hara) cho tới tháng 1 năm lớp 6. Có thông tin rằng một trong những đứa trẻ cùng nhập viện với Murayama đã qua đời vào thời gian này.
Trong thời gian nhập viện, cha của Murayama đã dạy cậu cách chơi shogi, và cậu say mê bộ môn này từ đó. Mặc dù được nhắc liên tục rằng chơi nhiều quá sẽ không tốt cho sức khỏe, cậu vẫn tiếp tục chơi shogi từ sáng tới khuya. Mẹ cậu thường mang đến cho ông các tạp chí giáo dục của Shogakukan và tờ Thế giới Shogi. Cuốn sách shogi đầu tiên mà Murayama đọc là cuốn "Shogi bắt đầu từ quân Tốt" (Katō Jirō).

### Thời niên thiếu
Vào năm 10 tuổi, Murayama tận dụng 3 lần được ngoại trú trong mỗi tháng để tham gia một lớp học shogi của một cựu học viên Trường Đào tạo trong thành phố Hiroshima, và cậu đã đạt đến trình độ Tứ đẳng nghiệp dư. Sau đó, từ năm 11 tuổi, cậu chuyển đến dojo shogi nổi danh "Trung tâm Shogi Hiroshima" để tiếp tục trui rèn lực cờ của mình, và đã giành được 4 chức vô địch liên tiếp tại giải Danh Nhân Chiến trẻ em tại Chugoku. Cậu cũng đã đánh bại được kỳ thủ giữ danh hiệu đương thời là Moriyasu Hidemitsu (Kỳ Thánh) trong một ván chấp Xe. Tại Danh Nhân Chiến tiểu học năm 1981, cậu đã để thua trước Satō Yasumitsu tại Vòng 3. Vào năm 1982, khi đang là học sinh năm nhất trung học tại Trường Trung học công lập Fuchū, cậu tham gia giải Danh Nhân Chiến trung học và đã lọt vào top 8 (vô địch là Nakagawa Daisuke). Người ta cũng ghi lại câu chuyện Murayama giành chiến thắng trước Koike Shigeaki, một người chơi shogi ăn tiền (shinkenshi) có tiếng, khi cậu tới Tokyo.
Với mục tiêu đánh bại Tanigawa Kōji - một ứng cử viên nặng ký cho danh hiệu Danh Nhân tại thời điểm đó, vào năm 1982 khi cậu lên năm nhất trung học, Murayama đã đặt mục tiêu trở thành kỳ thủ chuyên nghiệp (Tanigawa sau đó giành danh hiệu Danh Nhân vào năm 1983). Dự định này rất bất ngờ đối với cha mẹ của Murayama, nhưng có lẽ trong hoàn cảnh bệnh tình của con mình, họ mong muốn cho cậu được làm những gì mình yêu thích, và bắt đầu đi tìm sư phụ cho con.

### Trường Đào tạo kỳ thủ
Tuy nhiên, con đường trở thành kỳ thủ chuyên nghiệp của Murayama không hề dễ dàng. Người đầu tiên dạy cậu chơi shogi, một cựu học viên của Trường Đào tạo, đã nói với cậu rằng còn quá sớm, chưa cần phải tìm sư phụ cho cậu. Dẫu vậy, thương đứa con bệnh tật và lo rằng sẽ không thể chậm trễ hơn được nữa, cha mẹ của Murayama vẫn tiếp tục tự đi tìm thầy cho con. Cuối cùng, mẹ cậu được Trưởng Chi nhánh Hội yêu thích Shogi Hiroshima của Liên đoàn Shogi Nhật Bản (đóng tại Trung tâm Shogi Hiroshima) giới thiệu cho kỳ thủ Mori Nobuo ở Osaka. Mori lúc đó 30 tuổi, đánh giá rất cao Murayama: "Tôi vừa nhìn là đã thích cậu này rồi. Cậu ta là kiểu người tôi thích. Đây không phải một đứa trẻ bình thường." Người ta kể lại rằng thời gian đó Murayama không chịu được nóng, nên cậu đi giày mà không đi tất, và còn xắn tay áo lên cao, dù đang là giữa mùa đông.
Vào năm 1982, Murayama dưới tư cách là đệ tử của Mori đã tham gia bài thi đầu vào Trường Đào tạo và đỗ. Tuy nhiên, cựu học viên Trường Đào tạo mà trước đó đã tư vấn cho cậu thực ra đã giới thiệu cậu cho kỳ thủ Nada Renshō (đương thời Cửu đẳng), cũng là một người bạn thân của ông, và do đó Nada cũng đang tiến hành thủ tục xin cho Murayama làm đệ tử của ông. Vì vậy Nada đã kịch liệt phản đối, và Murayama đã không được nhận vào Trường Đào tạo. Sau đó, dưới sự chủ trì của sư phụ của Mori - kỳ thủ Minamiguchi Shigekazu, lúc đó đang trên giường bệnh - mà vào năm sau, năm 1983, Murayama đã thi lại và đỗ vào Trường Đào tạo với cấp bậc là Ngũ cấp.
Sau khi gia nhập Trường Đào tạo, Murayama vẫn rất ốm yếu mà lại sống một mình ở Osaka. Sư phụ Mori đã đến sống chung với cậu và chăm sóc cho cậu tận tình. Murayama thường hay lên cơn sốt, cậu nói rằng "40 độ là con chết", nhưng cả khi cậu đang sốt tới 41 độ, Mori vẫn trấn an cậu rằng "Chưa đến 40 độ, không sao đâu". Khi thể trạng Murayama không được tốt, Mori cũng hay ra ngoài làm việc vặt giúp cậu học trò của mình. Khi Murayama đòi mua nhiều truyện tranh thiếu nữ, Mori đã tất tả đi tìm mua khắp các hiệu sách, dù không biết là loại truyện này bán ở đâu. Người ta truyền tai nhau những câu chuyện này, bình luận rằng "chẳng biết ai thầy, ai trò" về thầy trò Mori và Murayama.
Sau thời gian này, Murayama bắt đầu sống một mình ở cách nhà sư phụ khoảng 1 phút đi bộ. Cậu sống trong căn phòng nhỏ, bao quanh là khoảng 3000 cuốn truyện tranh, bao gồm truyện tranh thiếu nữ. Cậu thường mua tới 3 bản giống nhau của mỗi quyển truyện. Quá trình đọc sách của Murayama gồm: đọc, trưng bày trên giá rồi cất trữ. Cậu cũng là người chăm đọc sách. Sau này trong cuộc khảo sát cho Niên giám Shogi 1998, Murayama liệt kê trong mục "Các tác giả yêu thích" những cái tên bao gồm: Kawa Akira, Yukata Maya, Tachiake Hideko, Mori Hiroshi, James Tiptree Jr., Agatha Christie, Kajio Shinji, Kurachi Jun và Peter Lovesey. Tại một cuộc phỏng vấn vào năm 1997, anh cho biết Hagio Moto và Heiuchi Natsuko là những mangaka anh yêu thích. Dẫu vậy, Murayama vẫn đến Hội quán Shogi Kansai gần như hàng ngày, cứ khi nào sức khỏe cậu cho phép, và đắm chìm vào nghiên cứu shogi. Cậu nói rằng cậu rất muốn dốc hết sức cho shogi, đến nỗi cậu thường tự ép bản thân phải ra ngoài và đến Hội quán.

### Trở thành kỳ thủ chuyên nghiệp
Murayama chính thức trở thành kỳ thủ chuyên nghiệp vào ngày 5 tháng 11 năm 1986. Từ khi gia nhập Trường Đào tạo đến khi lên chuyên, Murayama chỉ mất vỏn vẹn 2 năm 11 tháng, nhanh hơn cả Tanigawa Kōji và Habu Yoshiharu (Murayama cũng đã phải chịu thua do bỏ cuộc nhiều trận do bệnh tình của cậu). Do vẻ ngoài mũm mĩm của cậu, cậu thường được mọi người gọi bằng những biệt danh như "Kaidomaru".
Tuy nhiên, càng nổi tiếng thì Murayama càng chịu nhiều điều tiếng xấu từ những người xung quanh. Murayama không thích cắt tóc hay cắt móng tay chân, vì cậu nghĩ rằng cắt những thứ gì còn đang sống thì tội nghiệp. Cơ thể cậu cũng bị sưng phù do bệnh thận, tạo nên một ngoại hình không giống ai, khiến mọi người bắt đầu đồn rằng cậu ở bẩn. Một ngày, cậu vừa khóc vừa hỏi sư phụ Mori: "Người ta nói là con ở bẩn, vậy có phải là xấu không?" Mori đã khích lệ đệ tử của mình rằng: "Không ai thích ở bẩn cả. Nhưng nếu con càng ngày càng mạnh lên, người ta sẽ không nói được như thế về con nữa." Một hôm khác, Mori đang đi bộ trong công viên với Ōsaki Yoshio - biên tập viên của Tạp chí Shogi tại Liên đoàn Shogi Nhật Bản, thì gặp Murayama. Thấy đệ tử của mình với vẻ mặt ngượng ngùng, Mori hỏi thăm: "Có ăn uống đầy đủ không đó? Nhớ cắt tóc, thỉnh thoảng phải đánh răng nữa. Chìa tay ra. (xoa tay Murayama) Tạm rồi." Ōsaki đã được chứng kiến tình cảm sâu sắc giữa hai thầy trò. Murayama có một người sư đệ là Yamasaki Takayuki, hai người được đặt biệt danh là "Cục Thịt Viên" và "Chinmaru".
Từ thời Murayama còn ở Trường Đào tạo, người ta đã truyền tai nhau câu "Cờ tàn, hãy hỏi Murayama". Một ví dụ điển hình là khi các kỳ thủ, trong đó có Murayama, đang thảo luận về ván đấu Thuận Vị Chiến hạng A ở phòng chờ tại Hội quán Shogi Kansai, thì Naito Kunio - một kỳ thủ nổi danh tại Kansai và một tác giả shogi chiếu hết nổi tiếng - bước vào phòng và nói rằng "Có nhiều quân (trên tay) thế này, chiếu hết rồi." Tức thì, các kỳ thủ bắt đầu bàn xem chiếu hết như thế nào, lúc này có người nói rằng "Murayama-kun bảo là chưa hết." Lúc sau, Naito dành lời khen cho Murayama: "Trong hoàn cảnh mà ai ai cũng đang tìm cách để chiếu hết, để mà nói được câu "chưa hết" là phải có thực lực và tự tin lớn lắm".
Mục tiêu của Murayama cũng giống như nhiều kỳ thủ khác là danh hiệu Danh Nhân, nhưng những năm 20 tuổi Murayama cũng nói rằng "Tôi muốn trở thành Danh Nhân rồi bỏ shogi càng sớm càng tốt". Người ta cho rằng câu nói này phản ánh suy nghĩ rằng anh không còn nhiều thời gian sống nữa.

### Bước vào tuổi trưởng thành
Đêm ngày 15 tháng 6 năm 1989, Murayama đến quán mạt chược nơi Mori đang chơi và nói rằng: "Hôm nay con hai mươi tuổi rồi." Lý do là "Con rất vui vì có thể sống đến hai mươi."
Murayama là kỳ thủ có tinh thần chiến đấu rất mãnh liệt, và thường tỏ ra không mấy thân thiện với các đối thủ của anh kể cả ở ngoài bàn cờ. Dù vậy, cậu dành một sự tôn trọng đặc biệt cho Habu. Tại thời điểm đó, lớp kỳ thủ lên chuyên trước 20 tuổi, dẫn đầu bởi Habu, liên tục giành chiến thắng và thăng tiến với tốc độ vượt bậc, và được mệnh danh là thế hệ kỳ thủ shogi mới, hay Child Brand. Bốn thành viên nổi bật của nhóm này gồm Habu, Satō Yasumitsu, Moriuchi Toshiyuki và Murayama. Sau này, thế hệ kỳ thủ này được biết đến với tên gọi "Thế hệ Habu" và trở thành trung tâm của giới shogi. Người ta cũng nói những câu như "Miền Đông có Habu, miền Tây có Murayama" để thể hiện sự kỳ vọng rằng hai kỳ thủ này sẽ làm nên chuyện, nhưng Murayama vẫn tụt lại phía sau Habu, do tình trạng sức khỏe của anh khiến anh phải bỏ nhiều trận đấu và không thể phô diễn hết năng lực thực sự của mình.
Vào ngày 6 tháng 9 năm 1989, Murayama để thua trước Habu tại trận Chung kết giải Nhược Sư Tử Chiến. 6 ngày sau, Murayama tiếp tục thua Habu tại trận đấu ở hạng C tổ 1 Thuận Vị Chiến, và khi Habu đứng dậy ra về sau khi phân tích xong, Murayama nói: "Phải cố gắng để được thăng hạng đấy."

Năm sau, vào ngày 1 tháng 10 năm 1990, tại giải Nhược Sư Tử Chiến kỳ 13, Murayama đánh bại Satō Yasumitsu tại trận Chung kết và giành chức vô địch đầu tiên tại một giải đấu chính thức.
| 9  | 8  | 7  | 6  | 5 | 4  | 3  | 2  | 1  |    |
| 香 | 桂 |    |    |   |    |    | 桂 | 香 | 一 |
|    | 飛 |    |    |   |    | 銀 | 王 |    | 二 |
| 歩 |    |    | 歩 |   | と | 銀 | 歩 | 歩 | 三 |
|    |    | 歩 | 金 |   | 歩 | 歩 |    |    | 四 |
|    |    |    |    |   | 歩 |    |    |    | 五 |
|    | 歩 |    | 歩 |   |    | 歩 |    | 歩 | 六 |
| 歩 |    | 玉 | 金 |   |    | 銀 |    |    | 七 |
|    |    |    |    |   |    |    | 飛 |    | 八 |
| 香 | 桂 |    | 角 |   |    |    |    | 香 | 九 |

Tại mùa giải 1992, Murayama trở thành Khiêu chiến giả tại Vương Tướng Chiến kỳ 42, và bước vào loạt 7 ván tranh ngôi đối đầu với Tanigawa Kōji Vương Tướng bắt đầu từ tháng 1 năm 1993. Cậu không chuẩn bị kịp một bộ kimono cho trận đấu, và phải đến ván 3 cậu mới bắt đầu mặc kimono. Ván 3 này bắt đầu bằng khai cuộc Yagura, và đây là một trong những ván đấu hiếm hoi mà hai bên không hề di chuyển Xe từ đầu đến cuối ván (xem hình bên phải). Murayama để thua loạt trận này với tỉ số 0-4, tuy nhiên Tanigawa cho rằng "Đã có nhiều sai lầm ở tàn cuộc mà không giống Murayama cho lắm". Sau này, trên chương trình Shogi Focus của NHK, Murayama đã phát biểu rằng: "Tôi rất vinh dự khi được tham gia loạt tranh ngôi này, và nó đã để lại ấn tượng sâu sắc". Đây là loạt tranh danh hiệu duy nhất Murayama đã từng tham gia trong sự nghiệp. Mặt khác, anh cũng thể hiện tốt tại Thuận Vị Chiến với thành tích 2 năm liên tiếp được thăng hạng, và anh đã được thăng lên hạng B tổ 1 vào năm 1993.
Vào ngày 12 tháng 1 năm 1994, sư phụ Mori của anh kết hôn. Murayama dù không được thông báo trực tiếp về hôn lễ, đã vừa cười vừa nói trong bài chúc phúc của mình rằng: "Con không thể tin nổi là thầy lại có thể giấu chuyện cưới xin của mình không cho đệ tử biết đến tận khi báo chí đưa tin", khiến mọi người trong hội trường rộ lên cười.

### Chuyển sang Kantō
Sau đó, Murayama quyết định chuyển khu vực từ Kansai sang Kantō. Mori cũng đồng ý, cho rằng việc này sẽ có ích cho Murayama, và Ōsaki - lúc này đã trở thành tổng biên tập tạp chí Thế giới Shogi - đã tìm kiếm căn hộ và đưa ra cho anh vài phương án. Murayama quyết định chọn một căn hộ cách Hội quán Shogi Tokyo 5 phút đi bộ. Sống ở Tokyo, anh học được cách vui chơi, và thường đi chơi mạt chược hay đi nhậu cùng những người bạn kỳ thủ như Senzaki Manabu hay Goda Masataka, ở đó anh tâm sự nhiều điều về cuộc sống, và còn bày tỏ mong muốn được lấy vợ. Anh còn được gọi với biệt danh "Hijiri-chan" (Hijiri là cách đọc khác của chữ Thánh - Satoshi (聖/ さとし) trong tên anh).
Vào tháng 4 năm 1995, Murayama được thăng lên hạng A Thuận Vị Chiến, đồng thời được thăng lên Bát đẳng. Danh hiệu Danh Nhân lúc này chỉ cách anh một bước nữa.
Kết thúc mùa giải 1996, anh giành chức vô địch tại Giải vô địch Cờ nhanh lần thứ 30. Đây là chức vô địch duy nhất của Murayama tại một giải đấu không phải là giải dành cho kỳ thủ mới. Cùng khoảng thời gian đó, vào ngày 28 tháng 7 năm 1997, anh đối đầu với Habu tại vòng 1 của Vòng Xếp hạng Tổ 1 tại Long Vương Chiến. Sau nước đi mạnh 70. △X-75, anh giữ vững được ưu thế và giành chiến thắng sau 124 nước đi, nâng thành tích đối đầu với Habu lên 6 thắng - 6 thua. Tuy nhiên, bệnh tình của Murayama chuyển xấu vào thời gian này, khiến anh suy nhược cơ thể và mắc chứng tiểu ra máu. Điều này gây khó khăn cho anh trong các ván Thuận Vị Chiến sau đó do thời gian thi đấu kéo dài, và vào mùa xuân năm 1997, anh lại bị giáng xuống hạng B tổ 1.

### Chiến đấu với ung thư
Không lâu sau, Murayama được chẩn đoán là bị ung thư bàng quang, buộc phải chuyển khỏi căn hộ ở Tokyo và nhập viện tại Bệnh viện Đại học Hiroshima ở quê nhà. Ban đầu anh không muốn phẫu thuật với lý do là "không muốn mất khả năng sinh con", nhưng sau đó bác sĩ đã thuyết phục anh bằng cách cho anh nói chuyện với một người đàn ông khác cũng đã từng làm phẫu thuật tương tự. Cuối cùng, anh quyết định chấp nhận thực hiện ca phẫu thuật. Ca phẫu thuật được thực hiện vào ngày 16 tháng 6 năm 1997, là một ca đại phẫu được thực hiện trong vòng 8 tiếng rưỡi đồng hồ, cắt bỏ một bên thận và bàng quang của anh. Dù vậy, sau khi phẫu thuật, anh vẫn tiếp tục thi đấu mà không nghỉ ngơi dưỡng bệnh. Anh từ chối hóa trị và xạ trị, với lý do rằng "Nếu những biện pháp đó ảnh hưởng xấu đến não bộ và shogi của tôi thì nguy".
Anh thể hiện rõ mong muốn quay lại thi đấu sớm ngay sau phẫu thuật, thậm chí anh đã nói với bác sĩ rằng "sẽ đi kể cả có phải trốn khỏi bệnh viện". Vào ngày 14 tháng 7 cùng năm, trận đấu đầu tiên của anh sau khi quay lại thi đấu là trận đối đầu với Maruyama Tadahisa tại vòng 2, hạng B tổ 1 Thuận Vị Chiến kỳ 56. Ván đấu diễn ra với khai cuộc đổi Tượng - Bạc dựa góc, kéo dài tận 173 nước và đến tận nửa đêm. Khi thời gian chỉ còn lại 1 phút, Murayama cố gắng chiếu Vua của Maruyama nhưng không thành. Kết quả, Maruyama giành chiến thắng với đòn chiếu hết trong 33 nước. Dẫu vậy, ván đấu đã được ca ngợi rất nhiều - một ván đấu đầy quyết tâm và ý chí kiên cường, ngay cả khi kỳ thủ đang phải chịu cảnh bệnh tật. Dù để thua ván đấu này, Murayama đã giành quyền quay trở lại hạng A chỉ trong 1 kỳ Thuận Vị. Cùng năm đó, anh cũng đã lọt vào trận Chung kết Cúp NHK để đối đầu với Habu. Murayama giành được lợi thế trước, nhưng đã mắc sai lầm ở tàn cuộc (68. △Tg-76) trong loạt byoyomi, và để tuột mất chức vô địch. Mặc dù không giành chiến thắng, nhưng Murayama đã thoải mái mỉm cười và trả lời phỏng vấn sau trận đấu: "Đáng lẽ tôi đã thắng, nhưng tôi đã mắc sai lầm mất rồi". Như vậy, thành tích đối đầu của Murayama trước Habu là 6 thắng - 7 thua (8 thua nếu tính cả ván thua do bỏ cuộc vào tháng 4).

### Ung thư tái phát và qua đời
Mùa xuân năm 1998, Murayama được chẩn đoán là đã tái phát ung thư và di căn, khiến anh quyết định phải nghỉ thi đấu 1 năm để tập trung điều trị. Mori nói với đồ đệ rằng nghỉ 1 năm sẽ khiến anh yếu đi, nhưng Murayama trả lời rằng sinh mệnh quan trọng hơn, và cho rằng bản thân anh đã thay đổi suy nghĩ so với trước. Tháng 3 năm đó, sau khi giành toàn thắng 5 ván đấu cuối cùng, anh đã nghỉ thi đấu tất cả các giải chuyên nghiệp. Buổi lễ chúc mừng quay trở lại hạng A Thuận Vị Chiến là lần cuối cùng Murayama xuất hiện trước công chúng. Trong trang hồ sơ kỳ thủ của anh trong cuốn Niên giám Shogi 1998, ở mục "Mục tiêu năm nay là gì?", Murayama đã viết rằng: "Sống tiếp".
Sau đó, anh ở trong một phòng bệnh yên tĩnh, không có biển tên tại Bệnh viện Đại học Hiroshima. Murayama qua đời vào ngày 8 tháng 8 năm 1998, hưởng dương 29 tuổi. Giấc mơ Danh Nhân của anh đã không thể trở thành hiện thực. Ngay cả khi ý thức của anh dần tắt, anh vẫn đang đọc thuộc kỳ phổ, và những lời sau cùng của anh là "... Bạc 27". Theo di chúc, lễ tang của anh được tổ chức riêng tư và chỉ có gia đình tới dự. Phải đến sau khi hậu sự xong xuôi, sự ra đi của Murayama mới được công bố trước công chúng. Đây là một cú sốc lớn đối với giới shogi, và rất nhiều người đã bày tỏ niềm tiếc thương anh. Để vinh danh những thành tích của Murayama, vào ngày 9 tháng 8, 1 ngày sau khi Murayama qua đời, Liên đoàn Shogi Nhật Bản đã quyết định truy phong đẳng vị Cửu đẳng cho Murayama. Tờ Thế giới Shogi số tháng 10 năm 1998 được đặt tiêu đề: "Số tưởng niệm đặc biệt - Vĩnh biệt, Murayama Satoshi Cửu đẳng", bày tỏ lòng tiếc thương với kỳ thủ không danh hiệu này. Anh là kỳ thủ thứ 3 trong lịch sử qua đời khi vẫn đang ở hạng A, sau Yamada Michiyoshi và Ōyama Yasuharu.
Sau khi Murayama qua đời, thị trấn Fuchū quê hương anh đã hợp tác cùng Chi nhánh Hội yêu thích Shogi Hiroshima của Liên đoàn Shogi Nhật Bản, Đài truyền hình Chūgoku và tờ Nhật báo Chūgoku tổ chức "Giải Shogi Tài năng trẻ - Cúp Murayama Satoshi" để tưởng nhớ anh.

### Những câu chuyện bên ngoài shogi
Murayama là người rất hiếu thắng. Bên cạnh shogi, anh cũng rất ghét bị thua khi chơi cờ vây hay mạt chược. Sinh thời, có lần anh từng thức cùng với Segawa Shōji - lúc đó đang là Tam đẳng tại Trường Đào tạo - và chơi mạt chược đến sáng. Segawa nghĩ rằng "Thật là một người trẻ con", và nói với Murayama rằng: "Kỳ thủ hạng A không nên nói những điều như vậy." Điều này khiến Murayama càng thân thiết hơn với Segawa cho đến khi anh qua đời.
Mạt chược cũng được nhắc đến trong bộ phim điện ảnh "Thanh xuân của Satoshi". Trong khi Habu - người kỳ phùng địch thủ của anh - một lúc chơi 2 bộ môn là shogi và cờ vua, là 2 bộ môn có sự tương đồng với nhau, thì Murayama chơi một lúc tới 3 bộ môn là shogi, cờ vây và mạt chược (đặc biệt, mạt chược được nhắc đến rất nhiều trong bộ phim), chúng là những môn rất khác nhau về luận chơi và lối suy nghĩ.
Katō Masahiko - giảng viên shogi chuyên nghiệp - kể lại rằng, tại buổi tiệc rượu chia tay lúc ông rời Trường Đào tạo, Murayama đã mắng ông rằng "Katō-san chỉ là con chó thất bại", khiến ông giận dữ và đánh nhau với Murayama. Câu chuyện này cũng được thể hiện trong bộ phim "Thanh xuân của Satoshi". Khi xem bộ phim này, Katō đã bình luận rằng: "Trận đánh nhau đúng là đã diễn ra vậy đấy. Đã 25 năm rồi, nhưng nó vẫn mang lại cho tôi nhiều cảm xúc lẫn lộn. Lúc đó tôi không hề có ý định quay trở lại giới shogi, và Murayama-kun hẳn đã rất buồn khi phải chia tay với tôi".
Sau này khi Murayama đổ bệnh, mẹ anh thuyết phục anh thực hiện điều trị, nhưng anh từ chối với lý do rằng thuốc gây mê sẽ gây hại đến não và làm lực cờ của anh yếu đi. Vì vậy mẹ anh đã không thuyết phục anh nữa.
Khi các kỳ thủ khác bắt đầu yêu thích chơi gôn, Murayama cũng bày tỏ mong muốn được chơi gôn, nhưng sư phụ Mori Nobuo lại cấm tiệt anh không được chơi gôn vì lo rằng anh sẽ vì bệnh mà không qua khỏi nếu lãng phí sức lực vào bộ môn này. Murayama không chịu, và thậm chí còn đánh nhau với sư phụ. Câu chuyện này cũng được đề cập trong "Thanh xuân của Satoshi".

## Lịch sử thăng cấp
| Ngày thăng cấp    | Đẳng cấp                                         | Ghi chú                                                                                       |
| ----------------- | ------------------------------------------------ | --------------------------------------------------------------------------------------------- |
| 1 tháng 12, 1983  | Ngũ cấp (5-kyu)                                  | Gia nhập Trường Đào tạo                                                                       |
| 1 tháng 6, 1984   | Tứ cấp (4-kyu)                                   | 9 thắng - 2 thua                                                                              |
| 1 tháng 8, 1984   | Tam cấp (3-kyu)                                  | 9 thắng - 2 thua                                                                              |
| 1 tháng 9, 1984   | Nhị cấp (2-kyu)                                  | Chuỗi 6 ván thắng liên tiếp                                                                   |
| 20 tháng 1, 1985  | Nhất cấp (1-kyu)                                 | 9 thắng - 3 thua                                                                              |
| 1 tháng 8, 1985   | Sơ đẳng (1-dan)                                  | 12 thắng - 4 thua                                                                             |
| 10 tháng 1, 1986  | Nhị đẳng (2-dan)                                 | 12 thắng - 4 thua                                                                             |
| 10 tháng 7, 1986  | Tam đẳng (3-dan)                                 | 12 thắng - 4 thua                                                                             |
| 5 tháng 11, 1986  | Tứ đẳng (4-dan)                                  | 13 thắng - 4 thua Trở thành kỳ thủ chuyên nghiệp (Thời gian ở Trường Đào tạo: 2 năm 11 tháng) |
| 1 tháng 4, 1988   | Ngũ đẳng (5-dan)                                 | Thăng lên hạng C tổ 1 Thuận Vị Chiến                                                          |
| 31 tháng 10, 1991 | Lục đẳng (6-dan)                                 | Đạt số trận thắng: 120 trận thắng chính thức từ khi lên Ngũ đẳng                              |
| 1 tháng 4, 1993   | Thất đẳng (7-dan)                                | Thăng lên hạng B tổ 1 Thuận Vị Chiến                                                          |
| 1 tháng 4, 1995   | Bát đẳng (8-dan)                                 | Thăng lên hạng A Thuận Vị Chiến                                                               |
| 8 tháng 8, 1998   | Qua đời khi đang hoạt động - hưởng dương 29 tuổi | Qua đời khi đang hoạt động - hưởng dương 29 tuổi                                              |
| 9 tháng 8, 1998   | Cửu đẳng (9-dan)                                 | Truy phong                                                                                    |

## Thành tích chính

### Tham gia trận tranh danh hiệu
- Khiêu chiến Vương Tướng kỳ 42 (1992)
Tổng cộng 1 lần tham gia trận tranh danh hiệu, 0 lần giành danh hiệu

### Vô địch các giải không danh hiệu
| Giải đấu              | Năm vô địch       | Số lần vô địch |
| --------------------- | ----------------- | -------------- |
| Nhược Sư Tử Chiến     | 1989 (lần thứ 13) | 1              |
| Giải vô địch cờ nhanh | 1996 (lần thứ 30) | 1              |
| Cộng                  | Cộng              | 2              |

### Đại Thưởng
| Kỳ | Mùa giải | Giải thưởng          |
| -- | -------- | -------------------- |
| 20 | 1992     | Tinh thần thi đấu    |
| 26 | 1998     | Giải thưởng Đặc biệt |

### Thăng/giáng hạng/tổ
Chi tiết về hạng/tổ của kỳ thủ vui lòng xem các bài Thuận Vị Chiến và Long Vương Chiến.
| Mùa giải | Thuận Vị Chiến | Thuận Vị Chiến                                                       | Thuận Vị Chiến | Thuận Vị Chiến | Thuận Vị Chiến | Thuận Vị Chiến | Thuận Vị Chiến | Thuận Vị Chiến | Long Vương Chiến | Long Vương Chiến                                                  | Long Vương Chiến                                                  | Long Vương Chiến                                                  | Long Vương Chiến                                                  | Long Vương Chiến                                                  | Long Vương Chiến                                                  | Long Vương Chiến                                                  | Long Vương Chiến                                                  | Long Vương Chiến                                                  |
| Mùa giải | Kỳ             | Danh Nhân                                                            | Hạng A         | Hạng B         | Hạng B         | Hạng C         | Hạng C         | Thành tích     | Kỳ               | Long Vương                                                        | Tổ 1                                                              | Tổ 2                                                              | Tổ 3                                                              | Tổ 4                                                              | Tổ 5                                                              | Tổ 6                                                              | VCK                                                               | Thành tích                                                        |
| Mùa giải | Kỳ             | Danh Nhân                                                            | Hạng A         | Tổ 1           | Tổ 2           | Tổ 1           | Tổ 2           | Thành tích     | Kỳ               | Long Vương                                                        | Tổ 1                                                              | Tổ 2                                                              | Tổ 3                                                              | Tổ 4                                                              | Tổ 5                                                              | Tổ 6                                                              | VCK                                                               | Thành tích                                                        |
| --- | -------------- | -------------------------------------------------------------------- | -------------- | -------------- | -------------- | -------------- | -------------- | -------------- | ---------------- | ----------------------------------------------------------------- | ----------------------------------------------------------------- | ----------------------------------------------------------------- | ----------------------------------------------------------------- | ----------------------------------------------------------------- | ----------------------------------------------------------------- | ----------------------------------------------------------------- | ----------------------------------------------------------------- | ----------------------------------------------------------------- |
| 1987 | 46             |                                                                      |                |                |                |                | C251           | 9-1            | 1                |                                                                   |                                                                   |                                                                   |                                                                   |                                                                   |                                                                   | Tổ 6                                                              | -                                                                 | XH 0-1 / TH 2-1                                                   |
| 1988 | 47             |                                                                      |                |                |                | C121           |                | 7-3            | 2                |                                                                   |                                                                   |                                                                   |                                                                   |                                                                   |                                                                   | Tổ 6                                                              | -                                                                 | XH 1-1 / TH 3-0                                                   |
| 1989 | 48             |                                                                      |                |                |                | C17            |                | 4-6            | 3                |                                                                   |                                                                   |                                                                   |                                                                   |                                                                   | Tổ 5                                                              |                                                                   | -                                                                 | XH 2-1 / TH 3-0                                                   |
| 1990 | 49             |                                                                      |                |                |                | C115           |                | 6-4            | 4                |                                                                   |                                                                   |                                                                   |                                                                   | Tổ 4                                                              |                                                                   |                                                                   | -                                                                 | XH 4-1 (Hạng 2)                                                   |
| 1991 | 50             |                                                                      |                |                |                | C18            |                | 10-0           | 5                |                                                                   |                                                                   |                                                                   | Tổ 3                                                              |                                                                   |                                                                   |                                                                   | 2-1                                                               | XH 4-0 (Hạng 1)                                                   |
| 1992 | 51             |                                                                      |                |                | B219           |                |                | 9-2            | 6                |                                                                   |                                                                   | Tổ 2                                                              |                                                                   |                                                                   |                                                                   |                                                                   | -                                                                 | XH 0-1 / TH 0-1 / GH 1-0                                          |
| 1993 | 52             |                                                                      |                | B112           |                |                |                | 7-4            | 7                |                                                                   |                                                                   | Tổ 2                                                              |                                                                   |                                                                   |                                                                   |                                                                   | 0-1                                                               | XH 4-0 (Hạng 1)                                                   |
| 1994 | 53             |                                                                      |                | B14            |                |                |                | 9-2            | 8                |                                                                   | Tổ 1                                                              |                                                                   |                                                                   |                                                                   |                                                                   |                                                                   | -                                                                 | XH 0-1 / TH 1-1                                                   |
| 1995 | 54             |                                                                      | A10            |                |                |                |                | 4-5            | 9                |                                                                   | Tổ 1                                                              |                                                                   |                                                                   |                                                                   |                                                                   |                                                                   | -                                                                 | XH 0-1 / TH 1-1                                                   |
| 1996 | 55             |                                                                      | A8             |                |                |                |                | 3-6            | 10               |                                                                   | Tổ 1                                                              |                                                                   |                                                                   |                                                                   |                                                                   |                                                                   | -                                                                 | XH 1-1 / TH 0-1                                                   |
| 1997 | 56             |                                                                      |                | B11            |                |                |                | 9-3            | 11               |                                                                   | Tổ 1                                                              |                                                                   |                                                                   |                                                                   |                                                                   |                                                                   | -                                                                 | XH 2-1 / TH 0-1                                                   |
| 1998 | 57             |                                                                      | A10            |                |                |                |                | Nghỉ đấu       |                  | Cả 2 ván thua tại Long Vương Chiến kỳ 11 đều do bỏ cuộc giữa ván. | Cả 2 ván thua tại Long Vương Chiến kỳ 11 đều do bỏ cuộc giữa ván. | Cả 2 ván thua tại Long Vương Chiến kỳ 11 đều do bỏ cuộc giữa ván. | Cả 2 ván thua tại Long Vương Chiến kỳ 11 đều do bỏ cuộc giữa ván. | Cả 2 ván thua tại Long Vương Chiến kỳ 11 đều do bỏ cuộc giữa ván. | Cả 2 ván thua tại Long Vương Chiến kỳ 11 đều do bỏ cuộc giữa ván. | Cả 2 ván thua tại Long Vương Chiến kỳ 11 đều do bỏ cuộc giữa ván. | Cả 2 ván thua tại Long Vương Chiến kỳ 11 đều do bỏ cuộc giữa ván. | Cả 2 ván thua tại Long Vương Chiến kỳ 11 đều do bỏ cuộc giữa ván. |
| |                | Nghỉ thi đấu từ Thuận Vị Chiến kỳ 57 Qua đời ngày 8 tháng 8 năm 1998 |                |                |                |                |                |                |                  |                                                                   |                                                                   |                                                                   |                                                                   |                                                                   |                                                                   |                                                                   |                                                                   |                                                                   |
| Ô đóng khung biểu thị năm trở thành khiêu chiến giả. Chỉ số dưới ở Thuận Vị Chiến biểu thị thứ hạng Thuận Vị vào đầu mùa giải ở hạng đó (x là điểm giáng tổ trong kỳ đó, * là điểm giáng tổ tích luỹ, + là điểm giáng tổ được xoá) FC: Free Class (FX: xếp vào Free Class, FT: tự nguyện xuống Free Class). Chữ in đậm ở Long Vương Chiến biểu thị giành chiến thắng tổ trong Vòng Xếp hạng; Tên tổ(kèm chú thích dưới) biểu thị người chưa phải kỳ thủ chuyên nghiệp tham gia thi đấu. |                |                                                                      |                |                |                |                |                |                |                  |                                                                   |                                                                   |                                                                   |                                                                   |                                                                   |                                                                   |                                                                   |                                                                   |                                                                   |

### Thành tích từng mùa giải
Thành tích các giải chính thức
| Mùa giải                        | Số ván | Thắng | Thua                         | Tỉ lệ thắng | Tham khảo |
| ------------------------------- | ------ | ----- | ---------------------------- | ----------- | --------- |
| 1986                            | 13     | 12    | 1                            | 0.9231      | [ 9 ]     |
| 1987                            | 47     | 29    | 18                           | 0.6170      | [ 10 ]    |
| 1988                            | 45     | 31    | 14                           | 0.6889      | [ 11 ]    |
| 1989                            | 51     | 29    | 22                           | 0.5686      | [ 12 ]    |
| 1990                            | 48     | 35    | 13                           | 0.7292      | [ 13 ]    |
| Tổng kết GĐ 1986 - 1990         | 204    | 136   | 68                           |             |           |
| Mùa giải                        | Số ván | Thắng | Thua                         | Tỉ lệ thắng | Tham khảo |
| 1991                            | 59     | 44    | 15                           | 0.7458      | [ 14 ]    |
| 1992                            | 51     | 33    | 18                           | 0.6741      | [ 15 ]    |
| 1993                            | 47     | 29    | 18                           | 0.6170      | [ 16 ]    |
| 1994                            | 47     | 29    | 18                           | 0.6170      | [ 17 ]    |
| 1995                            | 43     | 23    | 20                           | 0.5349      | [ 18 ]    |
| 1996                            | 52     | 30    | 22                           | 0.5769      | [ 19 ]    |
| 1997                            | 49     | 32    | 17                           | 0.6531      | [ 20 ]    |
| 1998                            | 5      | 0     | 5                            | 0.0000      | [ 21 ]    |
| Tổng kết GĐ 1991-1998           | 353    | 220   | 133                          |             |           |
| Cộng                            | 557    | 356   | 201 (12 ván thua do bỏ cuộc) | 0.6391      |           |
| Qua đời ngày 8 tháng 8 năm 1998 |        |       |                              |             |           |

## Các tác phẩm liên quan
Chương trình phim tài liệu
- "Cây đào kinh ngạc thế kỷ 20": Murayama Satoshi - Ra đi đáng tiếc ở tuổi 29 (ngày 29 tháng 1 năm 1999, TV Asahi)
- "Bạn tưởng là bạn đã biết?!": Murayama Satoshi trong phim Thanh xuân của Satoshi (ngày 11 tháng 2 năm 2001, Nippon TV)
- "Nhật Bản du ký": Gửi người đã ra đi tuổi 29 - Chuyến du hành về với những kỳ thủ shogi huyền thoại của Higashide Masahiro (ngày 23 tháng 11 năm 2016, NHK Tổng hợp)

Sách phi hư cấu
- "Thanh xuân của Satoshi" (2000, Ōsaki Yoshio): Đoạt Giải thưởng Tân Triều Học Nghệ lần thứ 13, Giải thưởng Câu lạc bộ Nhà văn Shogi.
  - 2001: Đài truyền hình Chūgoku tại Hiroshima, quê nhà của Murayama đã sản xuất chương trình phim truyền hình đặc biệt dịp năm mới mang tên "Thanh xuân của Satoshi", được phát sóng toàn quốc qua kênh TBS, với diễn viên Fujiwara Tatsuya thủ vai Murayama. Bộ phim cũng được chuyển thể thành kịch sân khấu.
  - 2016: Cuốn sách được chuyển thể thành phim điện ảnh. Diễn viên chính Kenichi Matsuyama thủ vai Murayama đã phải tăng hơn 20 kg để đóng vai nhân vật mắc bệnh thận.[22]
  - Một bài nhận xét về cuốn sách, tập trung vào những yếu tố mô tả sinh hoạt của các bệnh nhân bị hội chứng thận hư đã được đăng trên tờ Nguyệt san Bình thường hóa sinh hoạt số tháng 4 năm 2004, do Hiệp hội Phục hồi chức năng Người khuyết tật Nhật Bản ấn hành.[23]
- Cuộc đời của Murayama cũng được đề cập đến trong nhiều cuốn sách giáo khoa đạo đức như: "Đạo đức Tiểu học lớp 6 - Bay tới ngày mai" (2022, Nhà xuất bản Giáo dục Nhật Bản), "Đạo đức cho học sinh THCS - Nghĩ về bản thân 2" (2022, NXB Giáo dục Akatsuki).

Truyện tranh
- "Satoshi - đến thiên tài Habu cũng phải kính sợ" - Minh họa: Yamamoto Osamu, cố vấn: Mori Nobuo
- "Kỳ thủ dưới ánh trăng" - Nhân vật kỳ thủ Muramori Satoshi xuất hiện trong truyện là dựa trên nguyên mẫu của Murayama.[24]
- "Sư tử tháng 3" - Nhân vật kỳ thủ Nikaidō Harunobu xuất hiện trong truyện cũng được cho là dựa trên nguyên mẫu của Murayama.[25]
  - 2016: Chuyển thể thành anime, lồng tiếng: Okamoto Nobuhiko, Sanbei Yūko (thời tiểu học)
  - 2017: Chuyển thể thành phim người đóng, diễn viên: Sometani Shota

## Sách liên quan
- "Thanh xuân của Satoshi" (Ōsaki Yoshio, tháng 5 năm 2002, NXB Kodansha, ISBN 4-06-273424-9)
- "Kỳ phổ các ván đấu nổi tiếng của Murayama Satoshi" (Habu Yoshiharu, Senzaki Manabu, tháng 11 năm 2000, Liên đoàn Shogi Nhật Bản, ISBN 4-8197-0211-4)
- "Satoshi - đến thiên tài Habu cũng phải kính sợ" (Yamamoto Osamu, cố vấn: Mori Nobuo, 9 tập, Shogakukan, ISBN 4-09-185601-2)